# سیارک ۱۳۲۱۹
سیارک ۱۳۲۱۹ (به انگلیسی: 13219 Cailletet، نامگذاری:1997MB9) سیزده هزار و دویست و نوزدهمین سیارک کشف شده‌است که در ۳۰ ژوئن ۱۹۹۷ کشف شد.
قدر مطلق سیارک برابر ۴۲.۶ است.